# Gangnam-dong, Andong
Gangnam-dong (koreanska: 강남동) är en stadsdel i staden Andong i provinsen Norra Gyeongsang i den centrala delen av Sydkorea, 190 km sydost om huvudstaden Seoul.